# Godło Chakasji

Godło Republiki Chakasji

Godło Chakasji – jest narodowym symbolem Republiki Chakasji, przyjętym oficjalnie przez parlament republiki 20 grudnia 2005 roku.

## Historia i symbolika
Godło Chakasji ma formę okrągłej srebrnej tarczy w złotym obramowaniu. W środku w polu czerwonym znajduje się srebrny irbis (zwany też panterą śnieżną), który ma za zadanie strzec kraju. Ponad nim znak solarny, który w tym przypadku ma symbolizować mądrość przodków mieszkańców Chakasji, którzy używali tego symbolu. Jest to także symbol wszechświata. U dołu, na zielonym tle, tradycyjny ornament chakaski w złotym kolorze. Całość okala wieniec z liści brzozy. Kolor zielony, podobnie jak we fladze Chakasji, symbolizuje bezkresne lasy Syberii.